# L'Odyssée des Enfoirés
Albums de Les Enfoirés
Les Enfoirés en 2000
(2000) Tous dans le même bateau
(2002)
2001 : L'Odyssée des Enfoirés est le dixième album tiré de la soirée des Enfoirés. Il a été enregistré le 29 janvier 2001 à la Halle Tony Garnier de Lyon.

## La tournée
| 13 janvier 2001 |  | Zénith de Caen                       |
| 14 janvier 2001 |  | Parc Penfeld à Brest                 |
| 15 janvier 2001 |  | Zénith d'Orléans                     |
| 17 janvier 2001 |  | Zénith de Pau                        |
| 18 janvier 2001 |  | Zénith de Montpellier                |
| 19 janvier 2001 |  | Zénith Oméga de Toulon               |
| 21 janvier 2001 |  | Café de la Gare à Paris              |
| 21 janvier 2001 |  | Casino de Paris                      |
| 21 janvier 2001 |  | Zénith de Paris                      |
| 22 janvier 2001 |  | Galaxie d'Amnéville                  |
| 23 janvier 2001 |  | Stade Couvert de Lièvin              |
| 25 janvier 2001 |  | Maison des Sports à Clermont-Ferrand |
| 29 janvier 2001 |  | Halle Tony Garnier à Lyon            |

## Liste des titres et Interprètes
| n° | Titre                                   | Interprète(s) | Paroles                      | Musique                       | Interprète(s) original(aux)  |
| -- | --------------------------------------- | --- | ---------------------------- | ----------------------------- | ---------------------------- |
| 1  | Tout le monde                           | Les Enfoirés |                              |                               | Zazie                        |
| 2  | La Chanson des Restos,                  | Zinédine Zidane, Thierry Lhermitte, David Douillet, Charlotte Gainsbourg, MC Solaar, Aimé Jacquet, Garou                                                              |                              |                               | Les Enfoirés                 |
| 3  | Medley "Les femmes du monde"            | Medley "Les femmes du monde" | Medley "Les femmes du monde" | Medley "Les femmes du monde"  | Medley "Les femmes du monde" |
|    | - Mademoiselle Chang                    | Zazie, Gérald de Palmas | Michel Berger                |                               | Michel Berger                |
|    | - O Carole                              | Carole Fredericks, Garou |                              |                               | Johnny Hallyday              |
|    | - Nathalie                              | Patricia Kaas, Maxime Le Forestier |                              |                               | Gilbert Bécaud               |
|    | - Aïcha                                 | Francis Cabrel | Jean-Jacques Goldman         |                               | Khaled                       |
|    | - Que Marianne était jolie              | Richard Cocciante |                              |                               | Michel Delpech               |
| 4  | Que je t'aime                           | Liane Foly, Patrick Bruel, Francis Cabrel, Garou | Jean Renard - Gilles Thibaut |                               | Johnny Hallyday              |
| 5  | Medley "Les Gitans"'                    | Medley "Les Gitans"' | Medley "Les Gitans"'         | Medley "Les Gitans"'          | Medley "Les Gitans"'         |
|    | - Les comédiens                         | Francis Cabrel | Charles Aznavour             |                               | Charles Aznavour             |
|    | - La Gitane                             | Patrick Fiori |                              |                               | Félix Gray                   |
|    | - Le gitan                              | Pierre Palmade |                              |                               | Daniel Guichard              |
|    | - Les Gitans                            | Liane Foly |                              |                               | Dalida                       |
|    | - Bamboléo                              | Carole Fredericks, Michèle Laroque, Karen Mulder, Jean-Marie Bigard, Faudel                                                                                           |                              |                               | Gipsy Kings                  |
| 6  | Mon vieux                               | Lââm, Jean-Jacques Goldman |                              |                               | Daniel Guichard              |
| 7  | La fille de l'été dernier               | Michèle Laroque, Julien Clerc, Gérald de Palmas | Long Chris                   | Eddie Cochran, Jerry Capehart | Johnny Hallyday              |
| 8  | La Corrida                              | Maxime Le Forestier, Patrick Fiori, Faudel | Francis Cabrel               | Francis Cabrel                | Francis Cabrel               |
| 9  | Les Jolies Colonies de vacances         | Pierre Palmade, Guy Roux, Liane Foly, Michèle Laroque, Mimie Mathy, Maurane, Karen Mulder, Muriel Robin, Jean-Marie Bigard, Gérard Jugnot, Garou, Maxime Le Forestier |                              |                               | Pierre Perret                |
| 10 | Évidemment                              | Maurane, Patrick Fiori, Pascal Obispo | Michel Berger                | Michel Berger                 | France Gall                  |
| 11 | La Romance de Paris                     | Muriel Robin, Zazie, Jean-Claude Brialy |                              |                               | Charles Trenet               |
| 12 | Medley "L'amour"                        | Medley "L'amour" | Medley "L'amour"             | Medley "L'amour"              | Medley "L'amour"             |
|    | - Parlez-moi d'amour                    | Garou |                              |                               | Lucienne Boyer               |
|    | - J'te l'dis quand même                 | Elsa |                              |                               | Patrick Bruel                |
|    | - Aimer à perdre la raison              | Patricia Kaas |                              |                               | Jean Ferrat                  |
|    | - S'il suffisait d’aimer                | Maurane | Jean-Jacques Goldman         | Jean-Jacques Goldman          | Céline Dion                  |
|    | - Aimer est plus fort que d'être aimé   | Zazie | Daniel Balavoine             | Daniel Balavoine              | Daniel Balavoine             |
| 13 | C'est l'amour                           | Lara Fabian, Sandrine Kiberlain, Michèle Laroque, Karen Mulder, Jean-Marie Bigard, Gérard Jugnot, Marc Lavoine, Pierre Palmade, MC Solaar                             |                              |                               | Léopold Nord et Vous         |
| 14 | Medley "Le temps"                       | Medley "Le temps" | Medley "Le temps"            | Medley "Le temps"             | Medley "Le temps"            |
|    | - Avec le temps                         | Elsa, Julien Clerc |                              |                               | Léo Ferré                    |
|    | - Le temps de l'amour                   | Isabelle Boulay, Sandrine Kiberlain |                              |                               | Françoise Hardy              |
|    | - Le Temps                              | Muriel Robin |                              |                               | Charles Aznavour             |
|    | - Je n'aurai pas le temps               | Daniel Lévi |                              |                               | Michel Fugain                |
|    | - Combien de temps                      | Mimie Mathy, Pascal Obispo |                              |                               | Stephan Eicher               |
| 15 | Je voulais te dire que je t'attends     | Isabelle Boulay, Maurane, Patrick Bruel |                              |                               | Michel Jonasz                |
| 16 | Les brunes comptent pas pour des prunes | Elsa, Patricia Kaas |                              |                               | Lio                          |
| 17 | Aller plus haut                         | Lara Fabian, Daniel Lévi, Roch Voisine |                              |                               | Tina Arena                   |
| 18 | Medley "La France"                      | Medley "La France" | Medley "La France"           | Medley "La France"            | Medley "La France"           |
|    | - Douce France                          | Elsa, Zazie |                              |                               | Charles Trenet               |
|    | - L'amour en France                     | Carole Fredericks, Pascal Obispo |                              |                               | Alain Chamfort               |
|    | - Il y a du soleil sur la France        | Liane Foly, Patrick Fiori |                              |                               | Stone et Charden             |
|    | - J'habite en France                    | Faudel, Marc Lavoine |                              |                               | Michel Sardou                |
| 19 | Manu                                    | Charlotte Gainsbourg, Francis Cabrel, Julien Clerc |                              |                               | Renaud                       |
| 20 | Medley "Rockollection"                  | Medley "Rockollection" | Medley "Rockollection"       | Medley "Rockollection"        | Medley "Rockollection"       |
|    | - Rockollection                         | Alizée |                              |                               | Laurent Voulzy               |
|    | - Seras-tu là                           | Elsa, Marc Lavoine |                              |                               | Michel Berger                |
|    | - J'ai encore rêvé d'elle               | Zazie, Patrick Bruel |                              |                               | Il était une fois            |
|    | - Ma petite fille de rêve               | Michèle Laroque, Roch Voisine |                              |                               | Jean-Michel Caradec          |
|    | - Et si tu n'existais pas               | Lara Fabian, Daniel Lévi |                              |                               | Joe Dassin                   |
|    | - Tous les cris les SOS                 | Liane Foly, David Hallyday, Pascal Obispo |                              |                               | Daniel Balavoine             |
| 21 | La petite fugue                         | Jean-Jacques Goldman, Marc Lavoine, Mimie Mathy |                              |                               | Maxime Le Forestier          |
| 22 | J'attendrai                             | Carole Fredericks, Lââm, David Hallyday |                              |                               | Claude François              |
| 23 | S'asseoir par terre                     | Sandrine Kiberlain, Karen Mulder, Richard Cocciante |                              |                               | Alain Souchon                |
| 24 | Le pouvoir des fleurs                   | Les Enfoirés |                              |                               | Laurent Voulzy               |
| 25 | La Chanson des Restos                   | Les Enfoirés |                              |                               |                              |

## Artistes présents
En 2001, 48 artistes ont participé à au moins un concert de la tournée :
- Alizée (Première participation)
- Dan Ar Braz
- Jean-Marie Bigard
- Isabelle Boulay (Première participation)
- Jean-Claude Brialy (Première participation)
- Patrick Bruel
- Francis Cabrel
- Julien Clerc
- Richard Cocciante (Première participation)
- Gérald De Palmas
- David Douillet (Première participation)
- Patrick Dupond
- Elsa
- Lara Fabian
- Faudel (Première participation)
- Patrick Fiori
- Liane Foly
- Carole Fredericks
- Mia Frye (Première participation)
- Charlotte Gainsbourg
- Garou
- Jean-Jacques Goldman
- David Hallyday
- Aimé Jacquet (Première participation)
- Michaël Jones
- Gérard Jugnot
- Patricia Kaas
- Sandrine Kiberlain
- Lââm
- Michèle Laroque
- Marc Lavoine
- Maxime Le Forestier
- Daniel Lévi (Première participation)
- Thierry Lhermitte
- Mimie Mathy
- Maurane
- MC Solaar
- Karen Mulder
- Pascal Obispo
- Pierre Palmade
- Vanessa Paradis
- Muriel Robin
- Guy Roux (Première participation)
- Hélène Ségara
- Patrick Timsit
- Roch Voisine
- Zazie
- Zinédine Zidane (Première participation)

## Musiciens
- Basse, Arrangements & Direction d'Orchestre : Guy Delacroix
- Batterie : Laurent Faucheux
- Percussions & Chœurs : Dany Vasnier
- Claviers & Piano : Jean-Yves D'Angelo
- Claviers & Accordéon : Jean-Yves Bikialo
- Guitares : Michel-Yves Kochmann & Manu Vergeade
- Saxophone & Flûtes : Patrick Bourgoin
- Chœurs : Gaëlle Hervé & Luc Bertin
- Guitare additionnelle : Michael Jones
- Guitare additionnelle sur "Le pouvoir des fleurs" : Jean-Jacques Goldman

## Note
- Deuxième et dernière édition représentée en tournée (11 dates).
- Les chansons se trouvent sur le CD, et tout le spectacle sur le double DVD.
- Vanessa Paradis, Dan Ar Braz, Hélène Ségara et Patrick Timsit ont également participé à la tournée sur une ou deux dates.
- Le show de Lyon a été agrémenté de chorégraphies réalisées avec brio par Mia Frye et Patrick Dupond.
- Le titre 2001 : L'Odyssée des Enfoirés rappelle le film très connu 2001, l'Odyssée de l'espace

## Classements hebdomadaires
| Classement (2001)            | Meilleure place |
| ---------------------------- | --------------- |
| Belgique (Wallonie Ultratop) | 1               |
| France (SNEP)                | 1               |
| Suisse (Schweizer Hitparade) | 2               |

## Certifications
| Pays           | Certification | Unités certifiées |
| -------------- | ------------- | ----------------- |
| Belgique (BEA) | Or            | 15 000            |
| France (SNEP)  | 2 × Platine   | 600 000           |
| Suisse (IFPI)  | Or            | 20 000            |